# Афанасьєв Ігор Михайлович
Ігор Михайлович Афанасьєв (1913, місто Санкт-Петербург, тепер Російська Федерація — ?) — радянський державний діяч, головний конструктор Сарапульського радіозаводу імені Орджонікідзе Удмуртської АРСР. Депутат Верховної ради СРСР 3-го скликання.

## Життєпис
Народився в родині службовця, мати працювала вчителькою. У 1929 році закінчив семирічну школу.
З 1929 по 1932 рік навчався на факультеті апаратобудування Московського електромашинобудівного технікуму. Одночасно працював на московському заводі «Динамо» монтером із випробовування електрокарних моторів.
З 1932 року працював на Сарапульському радіозаводі імені Орджонікідзе Удмуртської АРСР. Спочатку займався складанням радіоприймачів, потім став техніком-конструктором. З 1944 року — заступник начальника конструкторського бюро, з 1947 року — начальник радіомовної лабораторії, головний конструктор Сарапульського радіозаводу імені Орджонікідзе Удмуртської АРСР.
Подальша доля невідома.

## Нагороди
- орден Трудового Червоного Прапора (1945)
- медалі
- Почесний радист СРСР (1945)